# 激光武器

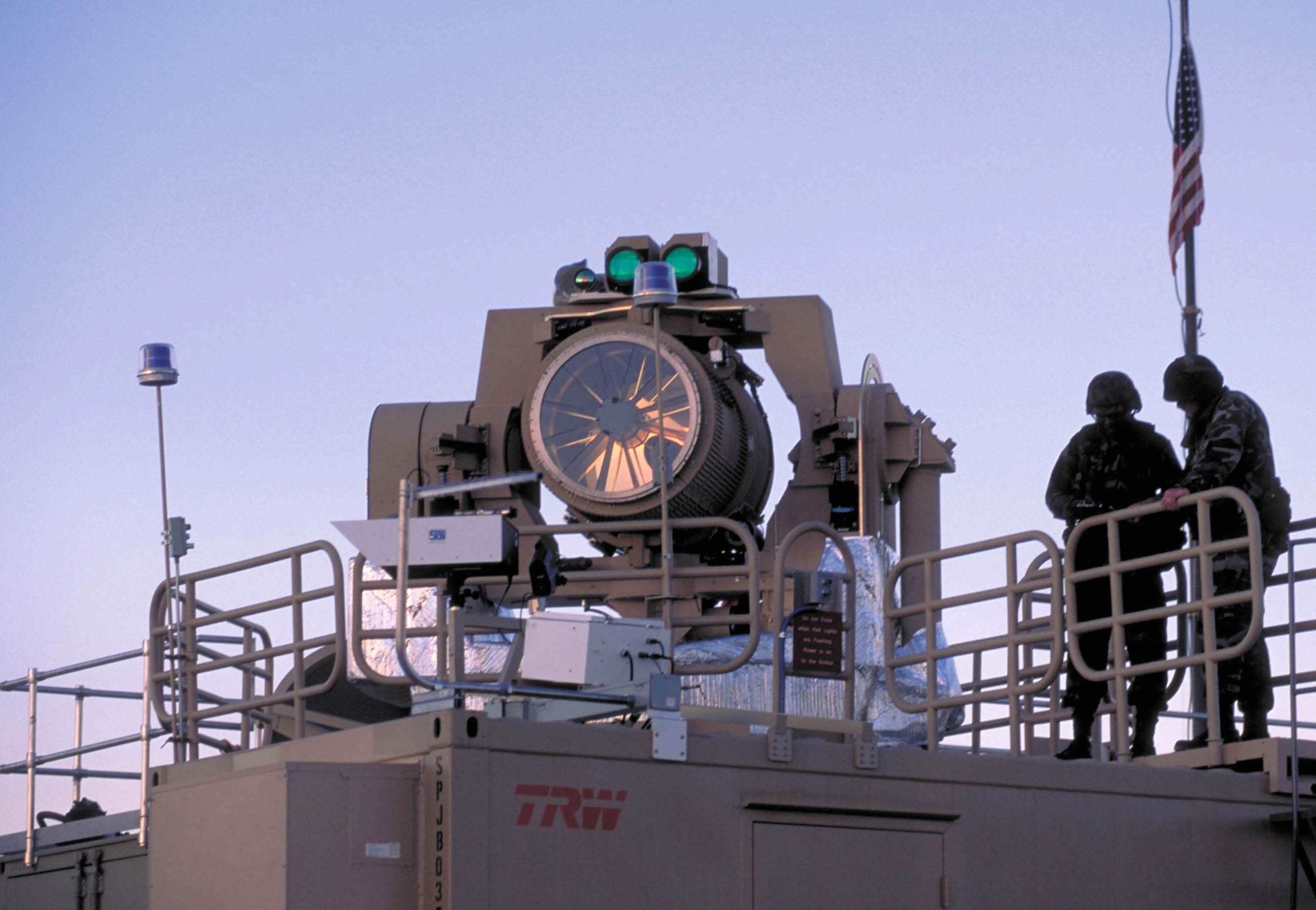
THEL

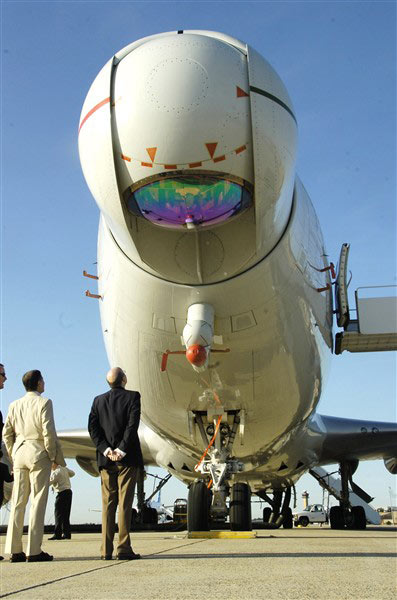
YAL-1機載雷射系統，目前全世界最大的可移動雷射砲塔裝置

激光武器就是用高能的激光对远距离目标进行精确射击或用于防御导弹等的能量武器，美國也称为战术高能激光武器（THEL）。它的优点是反应时间短，可拦击突然发现的低空目标。用激光拦击多目标时，能迅速变换射击对象，灵活地对付多个目标。其缺点是不能全天候作战，受限于大雾、大雪、大雨，且激光发射属精密光学系统，也受大气影响严重，如大气对能量的吸收、大气扰动引起的能量衰减、热晕效应、湍流以及光束抖动引起的衰减等。由于激光武器需要大量的电能，在能量储存设备难微型化（如高能电池）的问题被解决前，比较难实现大规模应用。

## 激光武器分类

### 直接攻擊類
- 近距戰術型
- 遠距戰略型
- 致盲型

### 輔助攻擊類
- 瞄準型
- 戰術引導型

## 激光武器攻击方式
- 致盲：利用强烈的激光束对人的眼睛或光学探测器进行射击，会烧伤人的视网膜造成失明从而丧失战斗力或会损坏光学探测器令其无法正确判断目标。
- 穿孔：高功率的激光束使靶材表面急剧熔化令其汽化，汽化物质向外喷射，反冲力形成冲击波，并在靶材上穿出一个孔。
- 层裂：靶材表面吸收激光能量后，原子被电离，形成等离子体。向外膨胀喷射形成应力波向深处传播。应力波的反射造成靶材被拉断，形成“层裂”破坏。除此以外，等离子体还能辐射紫外线或X光，破坏目标结构和电子元件。

## 缺点
激光束強度隨傳播距離的增加而減弱，從而使殺傷威力隨之下降，且受大氣環境影響大，若在大氣層中使用，光束會產生抖動和偏移，雨、雪、霧和煙就能吸收激光束能量，降低殺傷威力。

## 应用現況
虽然研發激光武器的费用是比较高的。但在防空武器方面，当前主体是导弹，如一枚愛國者飛彈可能需要60－70万美元，而使用一次激光武器可能只需几千美元，相比之下消耗费用要便宜得多。三種应用理論:
- 激光武器裝在人造衛星上，可以攻擊剛起飛尚在推進階段的洲際飛彈（在起飛後八分鐘內），或攻擊軌道上敵方衛星。
- 裝在地面則可以擊落飛機或從上空飛過的衛星，裝在船上則可打擊來襲之飛彈和無人機。
- 裝在飛機上可打擊敵機或飛彈。

美國21世紀初期開始出現實用化的跡象向外界公布，例如客機改裝的YAL-1機載雷射系統意圖探索從空中擊落彈道飛彈的可能性，但由於大氣層內的干擾因素多射程不如預期，造成大型客機必須貼近前線作戰的生存率問題最終並未實戰化，只是一種技術實驗。
後續世界上無人機的潮流興起，傳統飛彈對於低空慢速小目標的攔截成本巨大，雷射武器又受到關注成為反無人機利器，各大國爭相研發，美國發展的LaWS雷射武器系統用於海軍已經多次上艦測試。，是以非擊落為目的警告射擊，可能是雷射武器首度應用於實戰。
2018年中旬俄羅斯國防部表示，新型的佩里夫特(Peresvet)車載式雷射武器系統，已經投入實用，並且部署在防禦駐地。成為領先美國第一個在世界上批量佈署軍用激光武器的軍隊，佩里夫特是以10輪大卡車拖運能發射激光，外界目前不知其確實殺傷力和有效距離，但預估有擊毀無人機和部分飛彈能力，公佈的試射畫面中證實該武器車輛已經在野外憑藉單車上的能量和激光炮擊毀一個飛行物體。